# Luciano Laurana
Luciano Laurana (en croate : Lucijan Vranjanin ; Zara, 1420 – Pesaro, 1479) est un architecte italien, célèbre par le palais ducal d'Urbino que lui commanda Frédéric III de Montefeltro en 1465.

## Biographie
On en sait peu sur ses premières années de formation. Il est peut-être passé à Naples sur le chantier de l'arc de triomphe d'Alphonse V d'Aragon où œuvre Francesco Laurana, probablement son frère. Le nom Laurana vient de la latinisation de Vrana en Laurana, leur lieu d'origine en Dalmatie (proche de la ville de Zara alors sous domination vénitienne).
Il est noté ensuite vers  1465 à Mantoue, où il prend contact avec Leon Battista Alberti.
En 1466, on le retrouve à Urbino, où le duc Frédéric III de Montefeltro lui demande de transformer sa résidence, deux anciens bâtiments gothiques, en une cité en forme de palais Renaissance (le palais ducal d'Urbino).
Dans un bref du 10 juin 1468, Frédéric III de Montefeltro le nomme maître d'œuvre du palais d'Urbino
Francesco di Giorgio Martini en exécute les décorations et les travaux de l'ensemble en 1472. La fameuse Cité idéale lui est parfois attribuée.

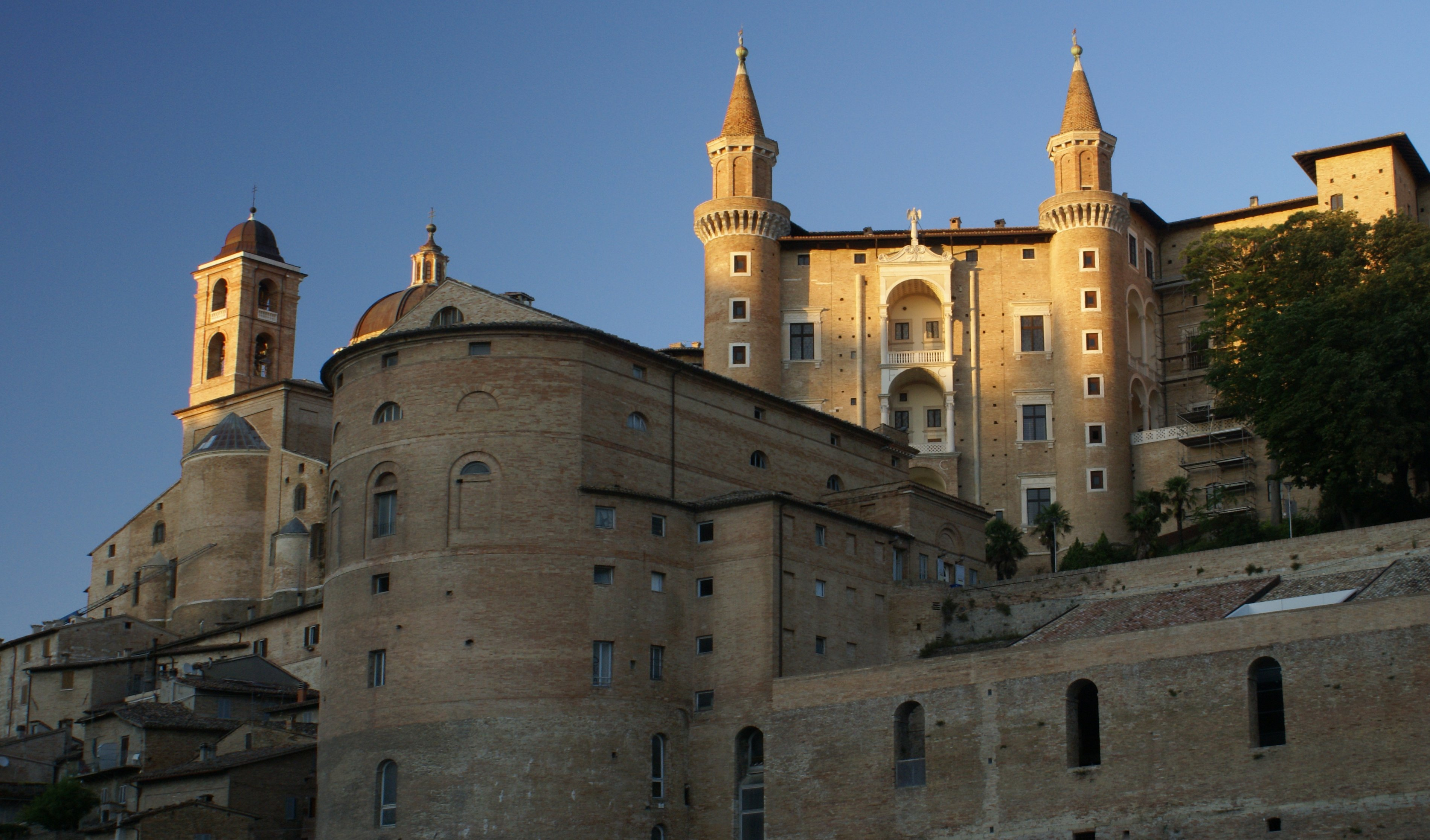
Palais ducal d'Urbino.

À Pesaro, il s'occupe en 1476 de la Rocca Costanza, en l'enrichissant de nouveaux motifs architecturaux, en recherchant un accroissement de la luminosité, suivant Filippo Brunelleschi et le peintre Piero della Francesca.

## Œuvres

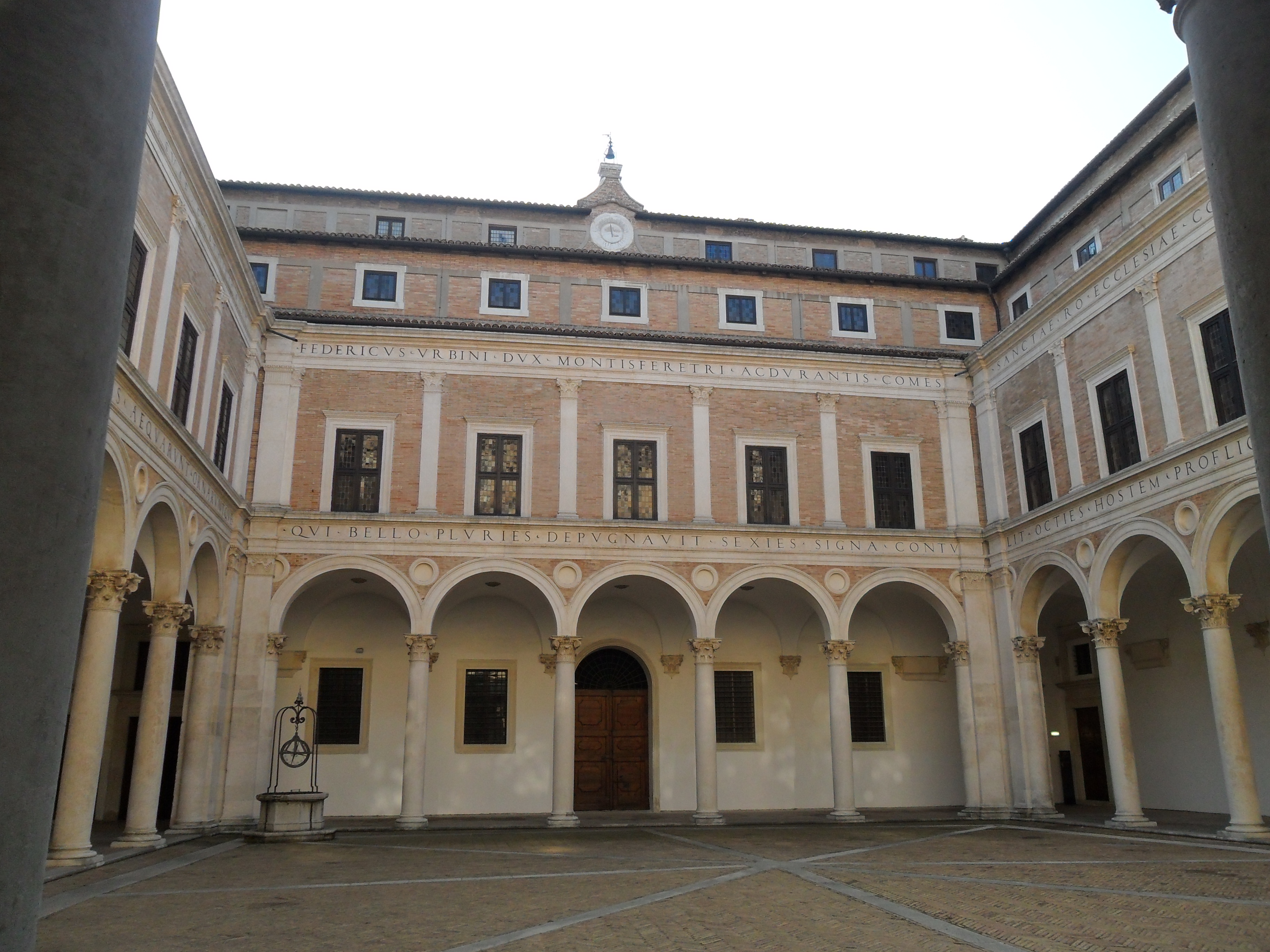
Cour intérieure du Palais ducal d'Urbino.

- Palais ducal d'Urbino

## Sources
- (it) Cet article est partiellement ou en totalité issu de l’article de Wikipédia en italien intitulé « Luciano Laurana » (voir la liste des auteurs).